# Пукэ (станция метро)
«Пукэ» (кор. 부개역) — наземная станция Сеульского метро на Первой (Линия Кёнкин) линии. Станция открыта на уже действующем участке между станциями Соннэ и Пупхён.
Она представлена двумя боковыми платформами. Станция обслуживается Корейской национальной железнодорожной корпорацией (Korail). Расположена в квартале Пукэ-дон района Пупхёнгу города Инчхон (Республика Корея). На станции установлены платформенные раздвижные двери.
На Первой линии поезда Кёнвон экспресс (GWː Gyeongwon) и Кёнкин экспресс (GI: Gyeongin) обслуживают станцию; Кёнбусон красный экспресс (GB: Gyeongbu red express) и Кёнбусон зелёный экспресс (SC: Gyeongbu green express) не обслуживают станцию.
Пассажиропоток — на 1 линии 25 720 чел/день (на 2012 год).